# Aleksandr Tchefranov
Aleksandr Aleksandrovitch Tchefranov (en russe : Александр Александрович Чефранов) est un joueur russe de volley-ball né le 14 janvier 1987. Il mesure 2,05 m et joue réceptionneur-attaquant.

## Clubs
| Club                    | De        | À         |
| ----------------------- | --------- | --------- |
| NOVA Novokouïbychevsk   | 2006-2007 | 2012-2013 |
| Gazprom-Iourga Sourgout | 2013-2014 | ...       |

## Palmarès
- Championnat du monde des moins de 21 ans
  - Finaliste : 2007
- Championnat du monde des moins de 19 ans (1)
  - Vainqueur : 2005
- Championnat d'Europe des moins de 21 ans (1)
  - Vainqueur : 2006